# Joely Rodríguez
Joely Rodríguez Sánchez (né le 14 novembre 1991 à Saint-Domingue, République dominicaine) est un lanceur de relève gaucher des Phillies de Philadelphie de la Ligue majeure de baseball.

## Carrière
Joely Rodríguez signe son premier contrat professionnel en mars 2009 avec les Pirates de Pittsburgh.
Le 10 décembre 2014, les Pirates l'échangent aux Phillies de Philadelphie en retour d'Antonio Bastardo, un autre lanceur de relève gaucher.
Rodríguez fait ses débuts dans le baseball majeur le 11 septembre 2016 avec Philadelphie. 